# ナンジャモンジャゴケ
ナンジャモンジャゴケ(Takakia lepidozioides)は、コケ植物の1種。

## 形態
植物体は高さ1cm程度。2裂する棒状の葉をもつ。造卵器は保護器官をもたず、茎の上部に散生する。造精器をもつ植物は見つかっておらず、雌雄異株と考えられる。

## 分類
ナンジャモンジャゴケはさまざまな点で原始的な特徴を持ち、特に胞子体がなく他のコケ植物に類をみない特徴的な配偶体をもつことから、分類は当初混乱した。葉が棒状で造卵器に保護器官をもたないという特徴は他のコケ植物に類を見ない特徴である一方、鞭枝状の枝をもち、仮根を持たないという特徴は、苔類のコマチゴケ目 (Calobryales) に似ていることから、当初は、苔類の1種と考えられた。一方で葉序が螺旋状であることや、造卵器のけい細胞が6列という特徴から、蘚類に含まれるのではないかという意見もあった。
ナンジャモンジャゴケは1951年、名古屋大学の高木典雄が長野県五竜岳で初めて採集した。同種の植物は1952年に餓鬼岳でも見つかった。高木はこの植物を苔類の一種と考え、苔類の専門家である服部新佐（服部植物研究所）に意見を求めた。当時、胞子体や生殖器官が発見されていなかったため、どの植物群に分類されるのか分からなかったが、1958年にとりあえずこの植物はコケ植物の苔類の新種ナンジャモンジャゴケとして発表され、1属1種からなるナンジャモンジャゴケ目、ナンジャモンジャゴケ科が提案された。同年ナンジャモンジャゴケの染色体が4本であることが確認され、蘚苔類の中でも最も少ない染色体数だということも確認された。さらに北米でも同種の生育が確認され、造卵器をつけた植物がみつかり、ナンジャモンジャゴケがコケ植物であることは確実となった。1963年ヒマラヤの苔類を調べていたリクレフ・グロレ(Riclef Grolle)は、ウィリアム・ミッテン(William Mitten) が1861年に苔類として新種記載していた Lepidozia ceratophylla Mitt. が ナンジャモンジャゴケ属の種であることに気づき、同種の名称をヒマラヤナンジャモンジャゴケ (Takakia ceratophylla) と改めた。ナンジャモンジャゴケの分類学的位置には様々な意見があったが、1989年ヒマラヤナンジャモンジャゴケの造精器が発見され、翌年胞子体が発見されたことでその形態からナンジャモンジャゴケ属は蘚類であることが確定的になった。
ただし、雄植物、胞子体が未発見であり、発生の過程や系統が不明など、今だ未解明の部分が多い。
属名の Takakia は発見者である高木典雄にちなんでつけられた。

## 分布
ヒマラヤ、ボルネオ、北米西部、日本を含む東アジアに分布。日本では北海道や栃木県、長野県、富山県、岐阜県などに分布する。